# Viktor Flessl
Viktor Flessl (* 6. November 1898 in Braunau; † 18. Dezember 1943 in Breza) war ein österreichischer Ruderer, der 1928 eine olympische Bronzemedaille im Doppelzweier gewann.
Flessl startete für den Ruderverein Wiking Linz. Obwohl Verein wie Sportler österreichisch waren, trat er regelmäßig bei den Deutschen Rudermeisterschaften an. 1926 und 1927 siegte er dort gemeinsam mit Leo Losert im Doppelzweier, mit dem er 1925 und 1928 den zweiten Platz belegte. 1928 unterlagen sie dabei gegen das Berliner Duo Horst Hoeck und Gerhard Voigt. Bei den Olympischen Spielen 1928 auf einem Kanal in Amsterdam traten jeweils zwei Boote im K.-o.-System gegeneinander an. Hoeck und Voigt schieden in der dritten Runde aus und belegten den vierten Platz. Losert und Flessl erreichten das Halbfinale und erhielten die Bronzemedaille hinter den Booten aus den Vereinigten Staaten und aus Kanada.
Flessl fiel im Zweiten Weltkrieg in Bosnien als Oberleutnant bei der Partisanenbekämpfung.
Flessl war zudem Mitglied bei der fachstudentischen Verbindung Bajuvaria zu Linz.